# Hydriomena rita
Hydriomena rita là một loài bướm đêm trong họ Geometridae.